# Kerti őszirózsa
A kerti őszirózsa (Callistephus chinensis) az őszirózsafélék (Asteraceae) családjába tartozó növény. A nemzetségbe egyetlen egyéves faj tartozik.
Fagyérzékeny, napos, védett helyet, tápdús, jó vízgazdálkodású talajt igényel. A magas fajtáknak támasztékra van szüksége. A növényekről az elszáradt virágzatokat el kell távolítani. Magról szaporíthatóak, kora tavasszal az üvegházba, vagy az évszak közepétől a szabadba vetve. A szklerotíniás száradás, vírusbetegségek, tő-és gyökérrothadás, valamint a levéltetvek okozhatnak problémát.
Mérsékelten gyors növekedésű, felálló szárú, bokrosodó egyéves dísznövény. A magas fajták 45–60 cm, a közepesek 30–45 cm, a törpék 25–30 cm, az extra törpék 20–30 cm magasak. Tojásdad levelei fogas szélűek, nyáron illetve kora ősszel nyíló virágai vannak. A fajták különféle termetűek és virágszínűek (rózsaszín, piros, kék vagy fehér).
- Andrella sorozat magas, egyszerű fészkű, Duchess sorozat magas, befordult, krizanténszerű fészkű.
- Milady sorozat törpe, befordult tömve telt fészkű egyszerű vagy kevert színekben.
- Ostrich Plume sorozat magas, tollszerű, visszahajló, tömve telt fészkű.
- Pompon sorozat magas, kicsi telt fészkű, Powderpufs magas, nagy telt fészkű, a Princess sorozat magas, telt fészkű csöves virágú, Thousand Wonders sorozat extra törpe.

## Képek

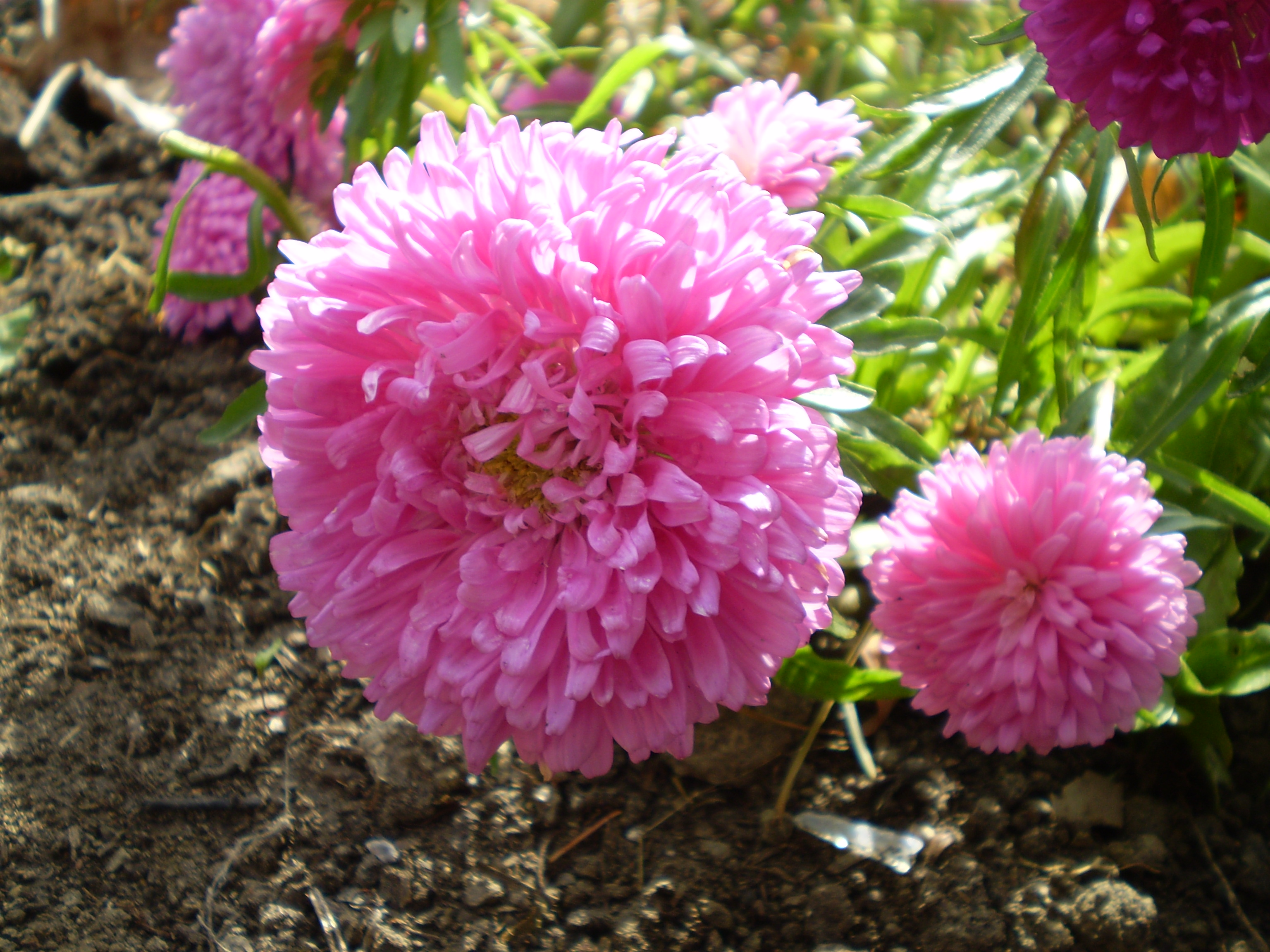
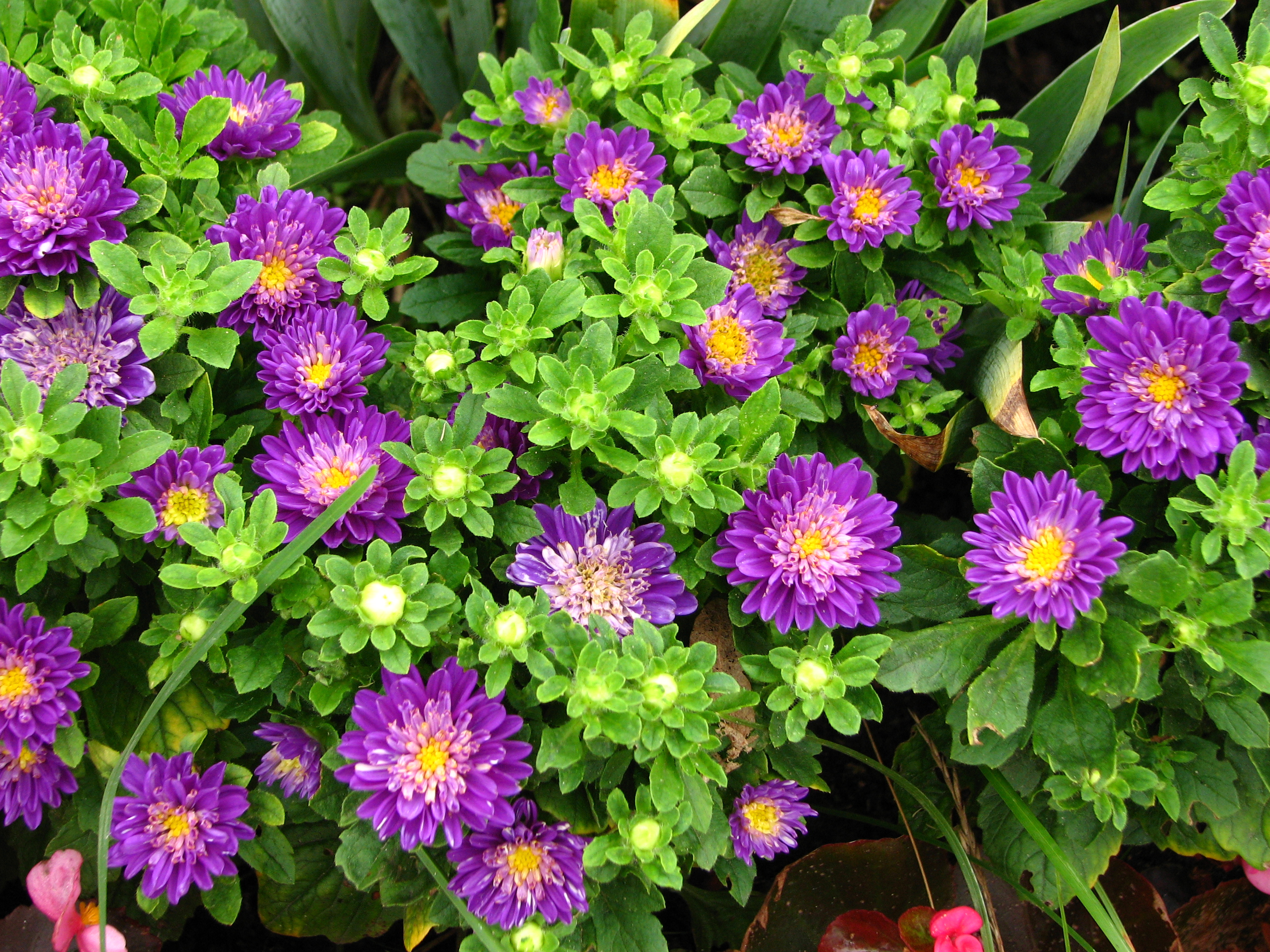
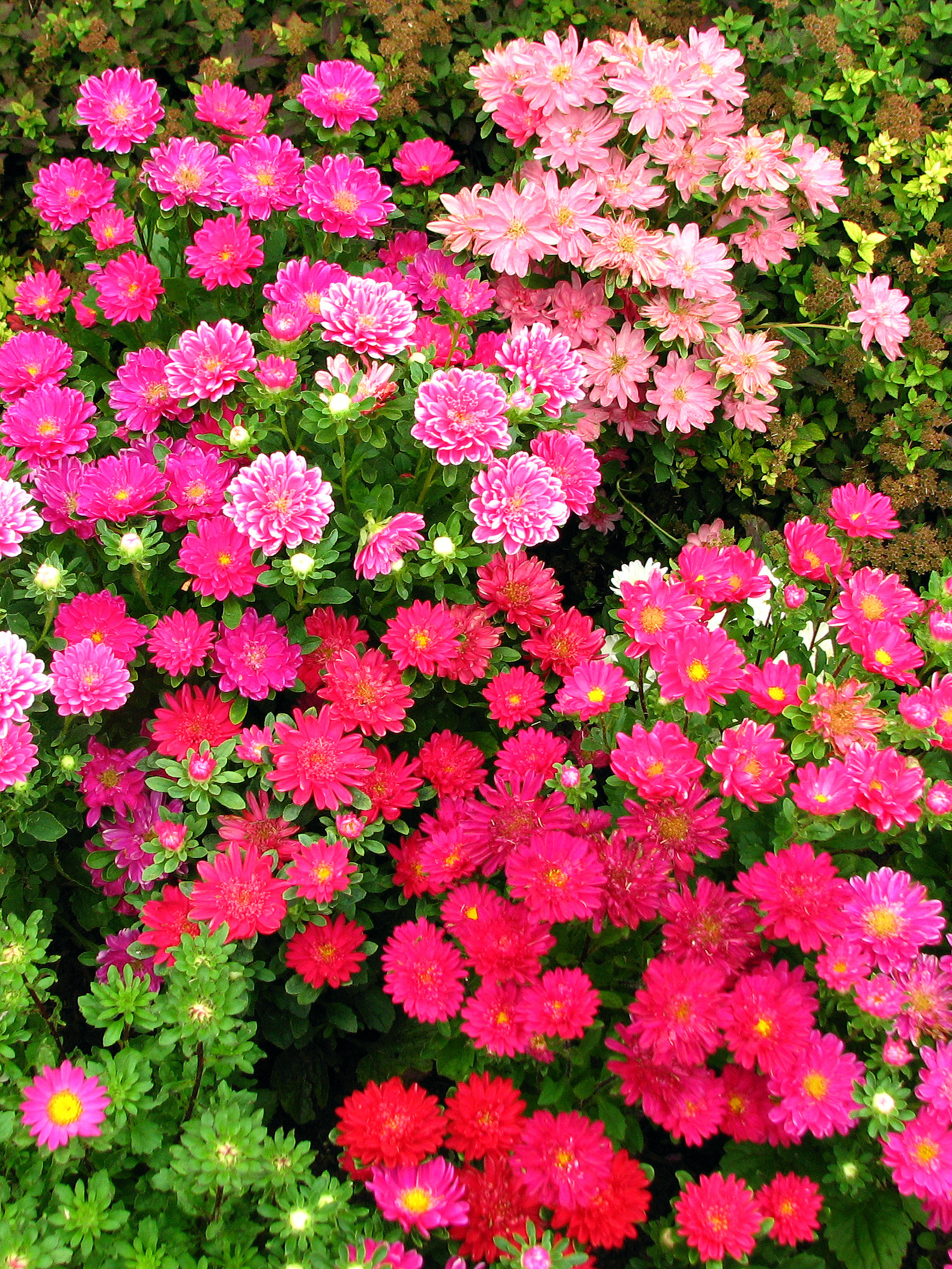
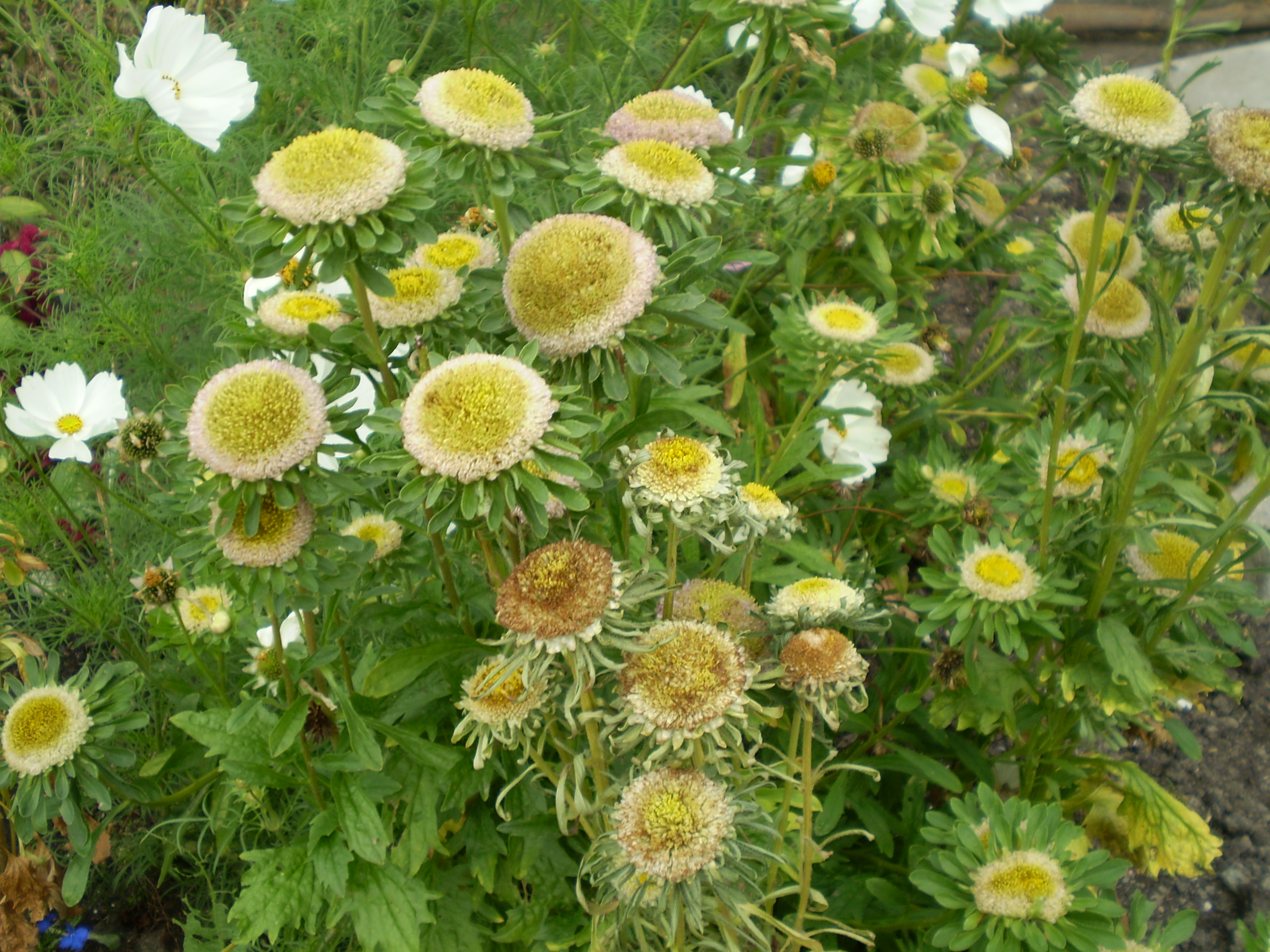
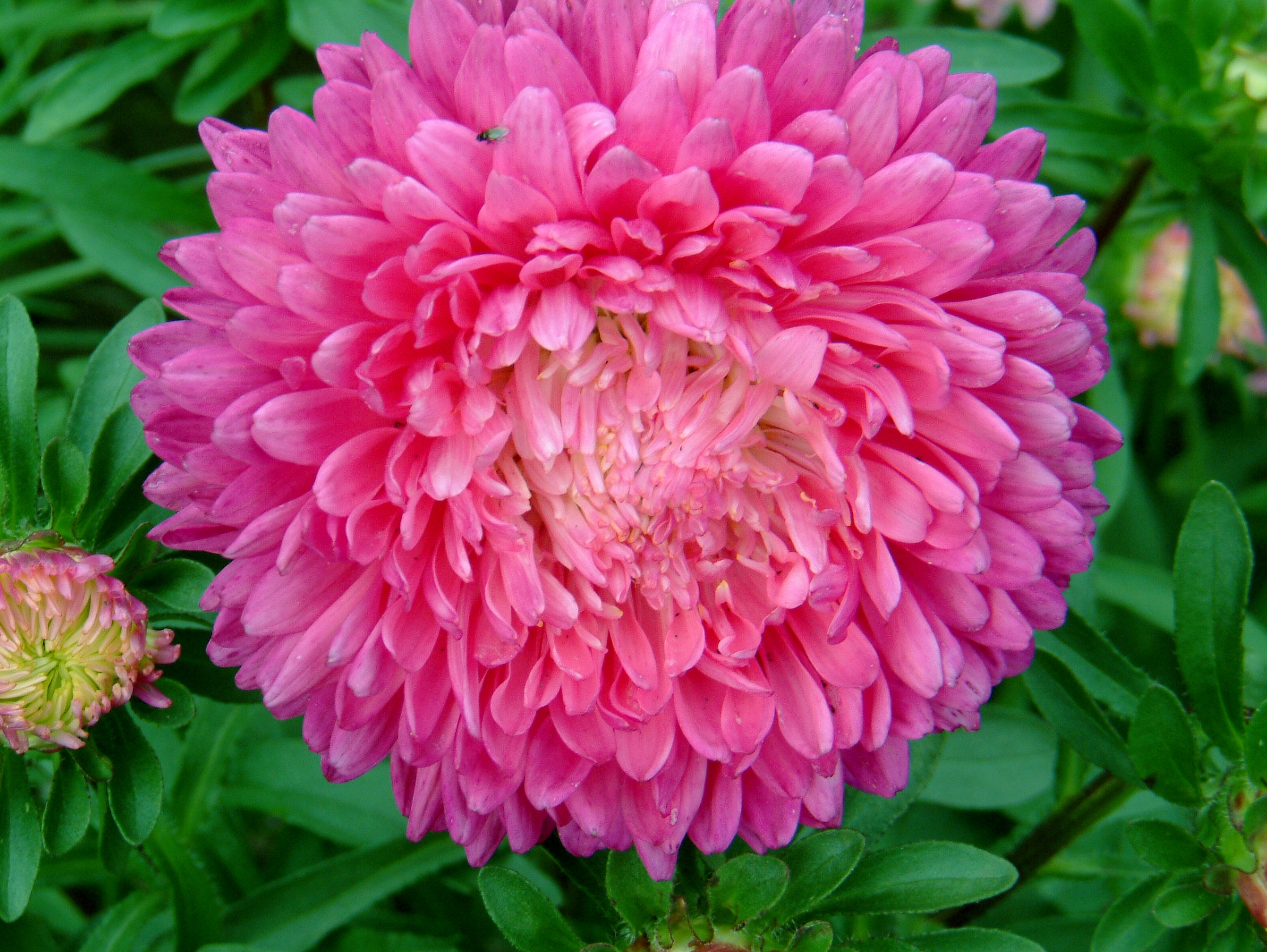
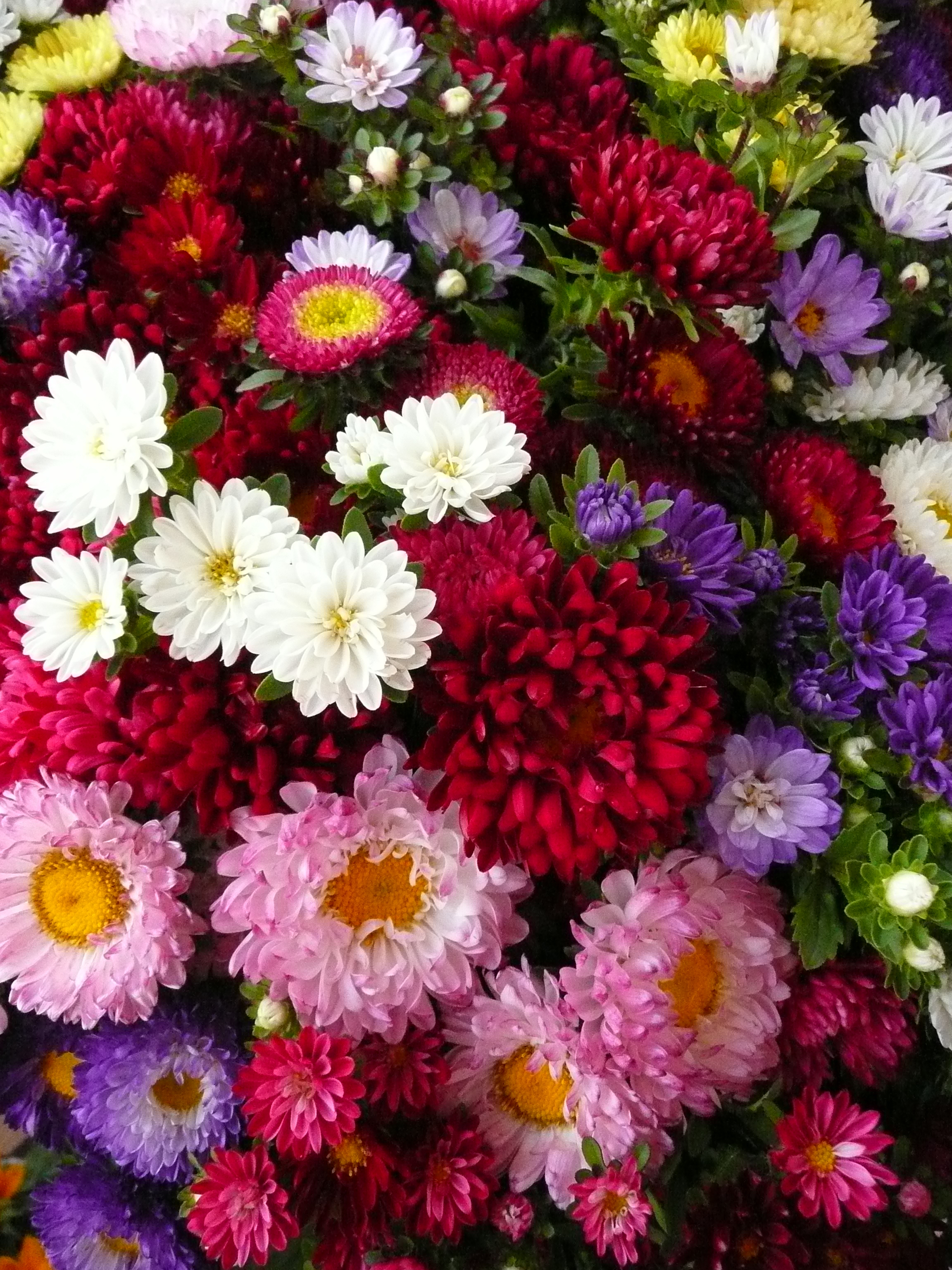